# Ferdinand von Nordenflycht
Ferdinand Otto baron von Nordenflycht (né le 10 décembre 1816 à Minden et mort le 24 mai 1901 à Berlin) est un fonctionnaire prussien et haut président de la province de Silésie.

## Biographie
Ferdinand von Nordenflycht (de) est le fils du conseiller du gouvernement et président du district de Marienwerder Jakob von Nordenflycht (de) et de son épouse Johanna von Dalwigk (née le 23 octobre 1798).
Après avoir été diplômé du lycée de Joachimsthal de Berlin, il étudie le droit et la caméralisation à l'Université de Königsberg et à l'Université rhénane Frédéric-Guillaume de Bonn. En 1836, il est reçu dans le Corps Rhenania Bonn (de). En tant qu'inactif, il rejoint à l'Université Frédéric-Guillaume de Berlin. Il suit la formation pour hauts fonctionnaires et est nommé en janvier 1843 assesseur du gouvernement à Magdebourg. Un an plus tard, il rejoint le ministère prussien des Finances en tant qu'assistant scientifique. De 1845 à 1849, il est assesseur du gouvernement à Erfurt, et de 1849 à 1851, il est chargé de mission au cabinet littéraire, c'est-à-dire au service de presse du ministère d'État prussien. En 1850, Nordenflycht est nommé conseiller d'État à Posen. En 1857, il est nommé vice-président du gouvernement à Stralsund avec le grade de conseiller de gouvernement. Il est ensuite conseiller d'État à Arnsberg à partir de 1858, avant que Nordenflycht ne devienne directeur du gouvernement à Minden en 1862. Il y devient président du district en juin 1866. En 1866/67, Nordenflycht est député de la chambre des représentants de Prusse. Il appartient au Parti conservateur. En février 1867, il devint président du district de Francfort. À partir de mai 1873, Nordenflycht est le haut président de la province de Silésie et en même temps le président du district de Breslau. En novembre 1874, il est mis à la retraite provisoire car il hésite à appliquer les lois Kulturkampf. Pour cette raison, la nomination habituelle au poste de Wirkl. Geh. Rat lors de son départ à la retraite lui est également refusée. En juin 1875, il est finalement renvoyé de la fonction publique. Il décède le 24 mai 1901 à Berlin.

## Famille
Il se marie le 1er juillet 1845 avec Adelheid Conrad (née le 21 février 1821 et morte le 16 novembre 1862). Le couple a plusieurs enfants :
- Gustav Adolf (né le 28 mai 1846) marié en 1886 avec Adolfine von Wedel (de) (née le 3 octobre 1864), parents du chef de la police Ferdinand von Nordenflycht (de)
- William Ernst Friedrich (né le 1er mai 1848 et mort le 3 mai 1890), capitaine marié en 1884 avec Auguste (Gussy) von Schmieden (née le 19 août 1862)[2]
- Ferdinand Carl Constantin (né le 4 janvier 1850), consul général au Cap marié en 1884 avec Adele Müblig
- Wolfgang Julius (né le 1er juillet 1851), général de division marié en 1888 avec Olga von Kahlden (de)
- Hans Otto Furchtegott (né le 11 mai 1853), évaluateur du gouvernement et ouvrier au ministère des Affaires agricoles marié en 1882 avec Charlotte Anna Olga von Zastrow (née le 21 décembre 1859) veuve Zastrow